# Marianka
Marianka (in ungherese Máriavölgy, in tedesco Marienthal o Mariathal) è un comune della Slovacchia facente parte del distretto di Malacky, nella regione di Bratislava. Si tratta del più antico sito di pellegrinaggio della Slovacchia.

## Storia
Il villaggio fu menzionato per la prima volta nel 1357 (Thal).